# Amalfi

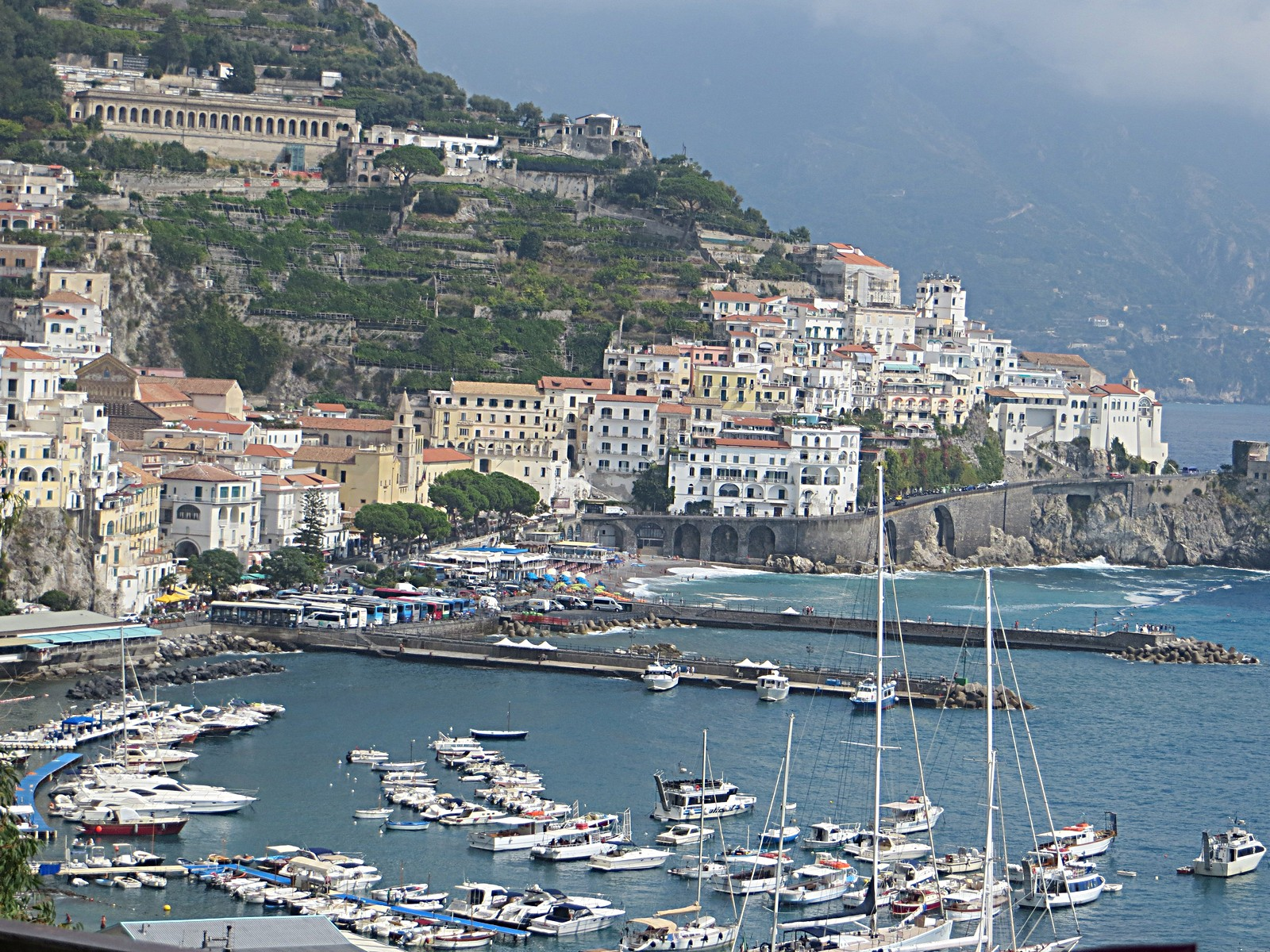
Amalfi

Amalfi là một đô thị (comune) thuộc tỉnh Salerno trong vùng Campania của Ý, trên Vịnh Salerno. Amalfi có diện tích 5.7 km2 (2.2 sq mi), dân số là 5.102 người (thời điểm ngày 31 tháng 12 năm 2017).
Amalfi nằm ở miệng của một khe núi sâu, dưới chân núi Monte Cerreto (1.315 mét, 4.314 feet), được bao quanh bởi những vách đá ấn tượng và phong cảnh ven biển. Thị trấn Amalfi là thủ đô của nước cộng hòa được gọi là Công quốc Amalfi, một cường quốc thương mại quan trọng ở Địa Trung Hải từ năm 839 đến khoảng năm 1200.
Amalfi là thị trấn chính của một bờ biển đá dốc được đặt tên là Costiera Amalfitana (Bờ biển Amalfi), và ngày nay là một điểm du lịch quan trọng cùng với các thị trấn khác trên cùng bờ biển, chẳng hạn như Positano, Ravello và những thị trấn khác. Bờ biển Amalfi được UNESCO công nhận là Di sản Thế giới.